# Draba cachemirica
Draba cachemirica là một loài thực vật có hoa trong họ Cải. Loài này được Gand. mô tả khoa học đầu tiên năm 1899.